# Герман (војсковођа)
Герман (лат: Germanus, умро 550. године) био је један од најзначајнијих источноримских (византијских) војсковођа и достојанственика у време владавине свог брата од тетке, цара Јустинијана I.
Идентитет Германових родитеља нам није познат, зна се да је његова мајка била рођена сестра византијског цара Јустина I. Познато нам је да је Герман имао и два брата, Бораида и Јуста.
Јустин I је пореклом био из балканских крајева из околине будуће Јустинијане Приме (Царичиног Града), недалеко од Лебана у данашњој југоисточној Србији. Пошто је као професионални војник постао заповедник царске гарде у време Анастасија I, довео је своје рођаке у Константинопољ, омогућио им образовање и доцније приступ највишим позицијама на двору.
Када је Јустин 518. године постао цар, један од првих потеза био је рад на успостављању јединства између римске и цариградске цркве тј залешење Акакијеве шизме. У преговорима са папом Хормиздом Јустин је ангажовао двојицу сестрића, Јустинијана, будућег цара, и Германа. Захваљујући папском писму из 519. знамо да је Герман већ у то време био vir illustris тј. члан сенаторског сталежа, додуше његовог најнижег реда. Затим је стари Јустин поставио Германа за врховног заповедника римске војске у Тракији (magister militum per Thracias) (518—527) коју су већ у то време својим упадима узнемиравали Словени и њихови сродници Анти. Герман је у овом периоду нанео толико тежак пораз Антима да је међу Словенима био запамћен читаву генерацију касније. По Прокопију из Цезареје, само Германово присуство у Сердики (данашњој Софији) 550. године било је довољно да Словени одустану од напада на Солун и определе се за поход на даљу Далмацију.
Боравак на дунавској граници донео је Герману репутацију сјајног војсковође и популарност. Са друге стране, можда је његово одсуство и омогућило Јустинијану да се наметне за незваничног Јустиновог савладара и доцнијег престолонаследника. Међутим, иако га је Јустинијан произвео за врховног заповедника царске војске при двору (magister militum praesentalis), Прокопије бележи да је Герман био под будним оком љубоморне царице Теодоре која је пазила да Герман и његова породица славом и богатством не угрозе Јусинијанов престо. Један од разлога царичине подозривости био је и Германов брак са Пасаром, женом из старе римске сенаторске породице Анција (Ancii). Она му је родила два сина, Јустина и Јустинијана (рођ. око 525.) и ћерку Јустину (рођ. око 527.). Није познато колико дуго је брак трајао, зна се само да је нешто пре 549. Герман већ био удовац.
У Цариграду Јустинијан није штедео на почастима за свог брата од тетке, који је већ 536. године носио титулу патриција. Исте године Герман је најзад послат на конкретан задатак у далеку префектуру Африку након што је локални намесник Соломон био под сталном претњом завера и побуна. Вођа побуњеника у Африци Стоца одлучно је побеђен 537. у отвореној бици код Целе Ветере (Cellae Veteres). Након тога Герман је успешно управљао Африком све док 539. није опозван у Цариград.
Када је марта 540. године персијски краљ Хозроје I Ануширван прекршио Вечни мир из 532. године, Јустинијан је у Антиохију послао Германа са свега 300 војника. Пред надмоћнијом персијском војском која је запретила сиријској метрополи Герман се повукао у планине Киликије. Антиохију су Персијанци опљачкали и разорили и цар је 541. упутио на исток свог најспособнијег војсковоћу Велизара. Након тога Герман се вратио у византијску престоницу.
Тек када је 548. године умрла царица Теодора, Герман се на велика врата вратио у високу политику. Прокопије је записао како је Герман особа од највећег утицаја на цара. Крајем године војсковођа Артаван је склопио заверу против цара у чијем су разоткривању велику улогу одиграли Герман и његов син Јустин. Наредне 549. године, док је Јустинијан планирао нови поход против Острогота у Италији, Герман је оженио Матасвенту, унуку Теодориха Великог. После периода премишљања, цар је 550. одредио Германа та врховног заповедника предстојећег похода на Готе. Герман се надао да ће присуство његове нове супруге Матасвенте, последњег представника династије Амала, привући Остроготе на византијску страну и тиме омогућити брзи крај тешког Готског рата. Јустинијан је свог брата од тетке послао у Сердику да прикупи балкансе регруте. Германова репутација омогућила је добар одзив и Римљана и варвара и, као што је већ споменуто, одвратила подунавске Словене од похода на Солун. Међутим, непосредно пре поласка у Италију, Герман се 550. разболео и умро у Сердики.
Германово потомство имало је значајну улогу у каснијим догађајима. Јустин, конзул из 540. године, доцније је сматран највећим ривалом Јустинијановог сестрића и престолонаследника, Јустина II те је 565. уклоњен по одобрењу цареве жене Софије. Германов млађи син Јустинијан (умро око 582. год.) је такође био у знаменит војсковођа и, по латинским изворима, у два наврата је био у центру завере птротив Тиберија II Константина. Цар га је у оба наврата помиловао и чак размишљао о брачном повезивању са Јустинијановом породицом. Ћерка Јустина, која је због Теодориних смицалица дуго била неудата, најпосле се 545. венчала са извесним Јованом, рођаком војсковође Виталијана. Ништа друго не знамо о њеној биографији. Најпосле, крајем 550. или почетком 551. Матесвента је родила Герману постхумно истоименог сина. Овај Герман Млађи (умро 605. или 607. године) био је крајем 6. века један од најутицајнијих цариградских сенатора и таст Маврикијевог сина Теодосија.
Самог Германа Прокопије је описао енергичног и способног војсковођу у рату и администратора у миру. Био је и пријатна особа у приватном животу, а у јавности је имао достојанствено држање. Поред тога, упркос бројним Теодориним клопкама, историчар из Цезареје бележи и да је Герман био посвећен и лојалан свом рођаку Јустинијану.